# Ocásek (přírodní rezervace)
Ocásek je přírodní rezervace vyhlášená Krajským úřadem Zlínského kraje 1. ledna 2014 na ploše 97 509 ha, ochranné pásmo má rozlohu 14 4216 ha. Nadmořská výška lokality je 497–553 metrů. Rezervace leží ve Zlínském kraji, v okrese Kroměříž, v jihovýchodním výběžku katastrálního území města Koryčany, asi 1,5 km jihozápadně od obce Stupava. Nachází se ve vrcholových partiích v jižní části Chřibů, na vrchu Ocásku (kóta 553,4 metrů) a jeho nejbližším okolí.

## Předmět ochrany
Jedná se o vysoce hodnotný lesní porost starý asi 180 let s přirozenou obnovou a s vysokým podílem mrtvé dřevní hmoty. Území rezervace je zalesněno ze 100 %. Nacházejí se zde společenstva květnatých bučin, acidofilních bučin a kyselých dubových bučin. Současné zastoupení jednotlivých dřevin v PR je následující:
- buk lesní (Fagus sylvatica L.): 88,8 %
- habr obecný (Carpinus betulus L.): 8,2 %
- javor klen (Acer pseudoplatanus L.): 2,4 %
- lípa srdčitá (Tilia cordata Mill.): 0,6 %.

Území rezervace je součástí území Evropsky významné lokality Chřiby vyhlášené 15. dubna 2005 na území 19 226,5 ha.

## Přírodní poměry

### Geologie
Území je reprezentováno račanskou jednotkou magurského flyše, zastoupenými slepencovými a pískovcovými horninami paleocenního stáří, které odpovídá svrchnímu oddílu soláňských vrstev.

### Flóra
- kyčelnice devítilistá (Dentaria enneaphyllos L.), roztroušený výskyt
- plavuň vidlačka (Lycopodium clavatum L.), zcela ojedinělý výskyt

### Fauna
- holub doupňák (Columba oenas L.), 4 hnízdící páry (rok 2007)
- strakapoud bělohřbetý (Dendrocopos leucotos Bechstein), jednotlivá pozorování
- žluna šedá (Picus canus Gmelin),  jednotlivá pozorování

## Turistika
Přes území rezervace probíhá zelená turistická značka turistické značené trasy 4547 Bohuslavice (žst.) - Koryčany (nám.) (45 km)